# Girons d'Hagetmau
Girons ou Géronce (du gascon Gironç du latin Gerontius) est un saint chrétien du Ve siècle. Il serait, selon la légende, l'un des six compagnons de saint Sever, venus évangéliser la Novempopulanie, avec Clair d'Aquitaine, Justin de Tarbes, Babyle, Polycarpe et Jean.

## Présentation
Il part de Carthage pour Jérusalem avec ses compagnons Sever, Justin, Clair, Babilus (ou Crépin), Jean, Polycarpe. De là, ils gagnent tous Rome pour y rencontrer le Pape Libère et apprendre de lui la bonne parole. Après plusieurs mois, le Pape les juge digne du sacerdoce et les envoie évangéliser la Novempopulanie, où les Wisigoths partisans d'Arius persécutent les Chrétiens. Il désigne Sever comme le chef de l'expédition et sacre saint Clair évêque en raison de son plus grand mérite.
Les sept compagnons naviguent en Méditerranée et débarquent au port d'Agde, en Narbonnaise. Ils se dirigent vers Toulouse, d'où ils se séparent : Clair vers le nord, Girons part vers le sud, Sever vers l'ouest. Il devient l'évangélisateur de la région de l'Adour. À l'annonce de la mort de Sever, il reprend la tête du mouvement. Il est lui-même martyrisé près d'Hagetmau, en 365 ou en 409.
Ses reliques auraient été déposées sur le lieu de son martyre. En 778, Charlemagne aurait ordonné l'édification d'un monument funéraire dans la crypte de l'église abbatiale d'Hagetmau, actuellement dans le département français des Landes. L'existence de l'abbaye est attestée au XIIe siècle. 
Ce sanctuaire, dont seule demeure la crypte, est une étape importante sur la voie limousine du chemin de Saint-Jacques-de-Compostelle, après celles de Saint-Sever et d'Audignon.